# Tachiyaku
Tachiyaku (Japans: 立役), ook tateyaku is een term die gebruikt wordt in het Japanse kabuki-theater, voor jonge mannelijke rollen, en voor de acteurs van die rollen. Het hoofdpersonage van een kabuki-theaterstuk is bijna altijd een tachiyaku-rol.
De term betekent letterlijk 'staande rol' en werd in eerste instantie gebruikt als overkoepelende term voor alle acteurs, om ze te onderscheiden van muzikanten en andere artiesten, die jigata (zittende persoon werden genoemd.